# Martini Racing

Logo e stripes del Martini Racing

La dicitura Martini Racing contraddistingue l'impegno di sponsorizzazione della Martini & Rossi a diverse vetture nelle competizioni motoristiche di varia natura; le più celebri e durature sono state con Porsche nelle gare sport ed endurance tra il 1971 e il 1980, e con Lancia nelle gare rally dal 1981 al 1992. Caratteristici sono i suoi colori, rosso-azzurro-blu, usati in quasi tutte le occasioni e che ne hanno fatto tra le livree più iconiche nella storia dell'automobilismo.
Dal 1968, anno in cui ha debuttato a Hockenheim, Martini Racing ha inoltre affiancato diversi nomi dell'automobilismo in Formula 1.

## Cronistoria
- Nel 1968 il Martini Racing fa il suo debutto sul circuito di Hockenheim, nell'ambito di un'iniziativa della filiale Martini & Rossi dell'allora Germania Ovest.
- Nel 1971 il Martini Racing Team si impegna ufficialmente nel campionato mondiale sportprototipi, acquistando due Porsche 917, in versione K e LH, dalla casa tedesca, da schierare anche nella 24 Ore di Le Mans di quello stesso anno, subentrando come secondo team ufficiale a quello della filiale austriaca della casa di Stoccarda.
- Proprio nel 1971, il Martini International Racing Team vince la 24 Ore di Le Mans, con la 917K numero 22, condotta da Gijs Van Lennep ed Helmut Marko, che sconfiggono le altre Porsche 917 e le Ferrari 512M, ottenendo il record di velocità sul giro e percorrenza nell'arco delle ventiquattro ore.
- Nel 1972 avviene il primo contatto con la Formula 1 con l'italiana Tecno che schiera come piloti l'italiano Nanni Galli e l'inglese Derek Bell; rapporto che continua anche nel 1973 con pilota Chris Amon.
- Sempre nel 1972, e ancora nel 1973, le Porsche 911 RSR turbo ufficiali portano i colori del Martini Racing nel mondiale marche.
- Nel 1973 la Martini Racing sponsorizza gli scafi offshore di Carlo Bonomi, che vince il campionato mondiale nel 1973 e 1974.
- Nel 1974 la Martini Racing continua a sponsorizzare le Porsche 911 Carrera RSR Turbo e 908 ufficiali nelle gare del mondiale marche, sempre con i piloti Muller e Van Lennep.
- Tra il 1975 e il 1977 la Martini Racing sponsorizza le Brabham di Bernie Ecclestone, con piloti Carlos Reutemann e Carlos Pace.[2]
- Sempre nel 1975 prosegue la sponsorizzazione con la motonautica con l'imbarcazione guidata da Bonomi e Cesare Fiorio; quest'ultimo verrà nuovamente incontrato in occasione del sodalizio con la Lancia.
- Nel 1976 nuova sponsorizzazione delle vincenti Porsche 936 e Porsche 935 impegnate nel mondiale endurance oltreché Le Mans, fino al 1980.
- Nel 1978, dopo una pausa di due anni, Martini Racing torna a sponsorizzare un'imbarcazione offshore, questa volta di Guido Niccolai; la collaborazione durerà fino al 1982, con diversi scafi e con il ritorno nell'ultimo anno di Fiorio in coppia con Giorgio Schon.
- Per la stagione 1979 Martini torna in F1 con la Lotus: le vetture mostrano la tradizionale banda rosso-azzurro-blu dello sponsor sopra la tipica livrea verde britannica.
- Lasciata la Porsche, nel 1981 inizia la storica partnership con Lancia: durerà ben 11 anni, sia in pista nel mondiale sport, prima con la Beta Montecarlo Turbo campione nel 1981, poi sulla LC1 e infine sulla LC2 fino al 1986; sia nel mondiale rally conquistando in totale 7 titoli costruttori attraverso vetture come la Rally 037, la Delta S4, la Delta HF 4WD e infine la Delta HF Integrale in molteplici evoluzioni. L'unione terminerà solo nel 1991, quando la casa automobilistica di Chivasso si ritirerà dalle competizioni; vivrà un'ultima, vittoriosa appendice nel 1992, anno in cui la Martini Racing si trasformetà da sponsor a squadra, andando a gestire direttamente le vetture Lancia.
- Nel 1982 Martini Racing approda anche nella motonautica in circuito, sponsorizzando l'italiano Renato Molinari in F1; nel 1983 si uniranno al team anche Vidoli e Wilson.
- Tra il 1987 e il 1989 Martini ritorna in offshore, questa volta con Molinari.
- Nella stagione 1993 il Martini Racing disputa il campionato italiano rally con le stesse Delta HF Integrale utilizzate l'anno prima nel mondiale.
- I colori Martini Racing domineranno nuovamente la scena del panorama rallystico italiano nel 1994, 1995, 1996 con Gianfranco Cunico e la Ford Escort Cosworth.
- Tra il 1995 e il 1996 la stessa livrea equipaggerà le Alfa Romeo 155 V6 TI impegnate nel DTM con alla guida, tra gli altri, Nicola Larini e Alessandro Nannini.
- Tra il 1999 e il 2002 la livrea Martini torna nel mondiale rally sulla carrozzeria delle Ford Focus WRC.
- Tra il 2006 e il 2008, seppure in forma minore, la sponsorizzazione ritorna in F1 con la presenza del solo logo Martini sul musetto delle monoposto Ferrari.
- Nel novembre 2013 al Museo dell'automobile di Torino viene allestita una mostra dedicata ai successi del Martini Racing.[3]
- Tra il 2014 e il 2018 Martini Racing torna in F1 come top sponsor della Williams: la carrozzeria della macchina inglese ripropone quindi in un campionato motoristico, dopo 12 anni, la storica livrea rosso-azzurra-blu (con la parziale eccezione dei Gran Premi disputati in Paesi di religione islamica, dove non compare il marchio Martini).

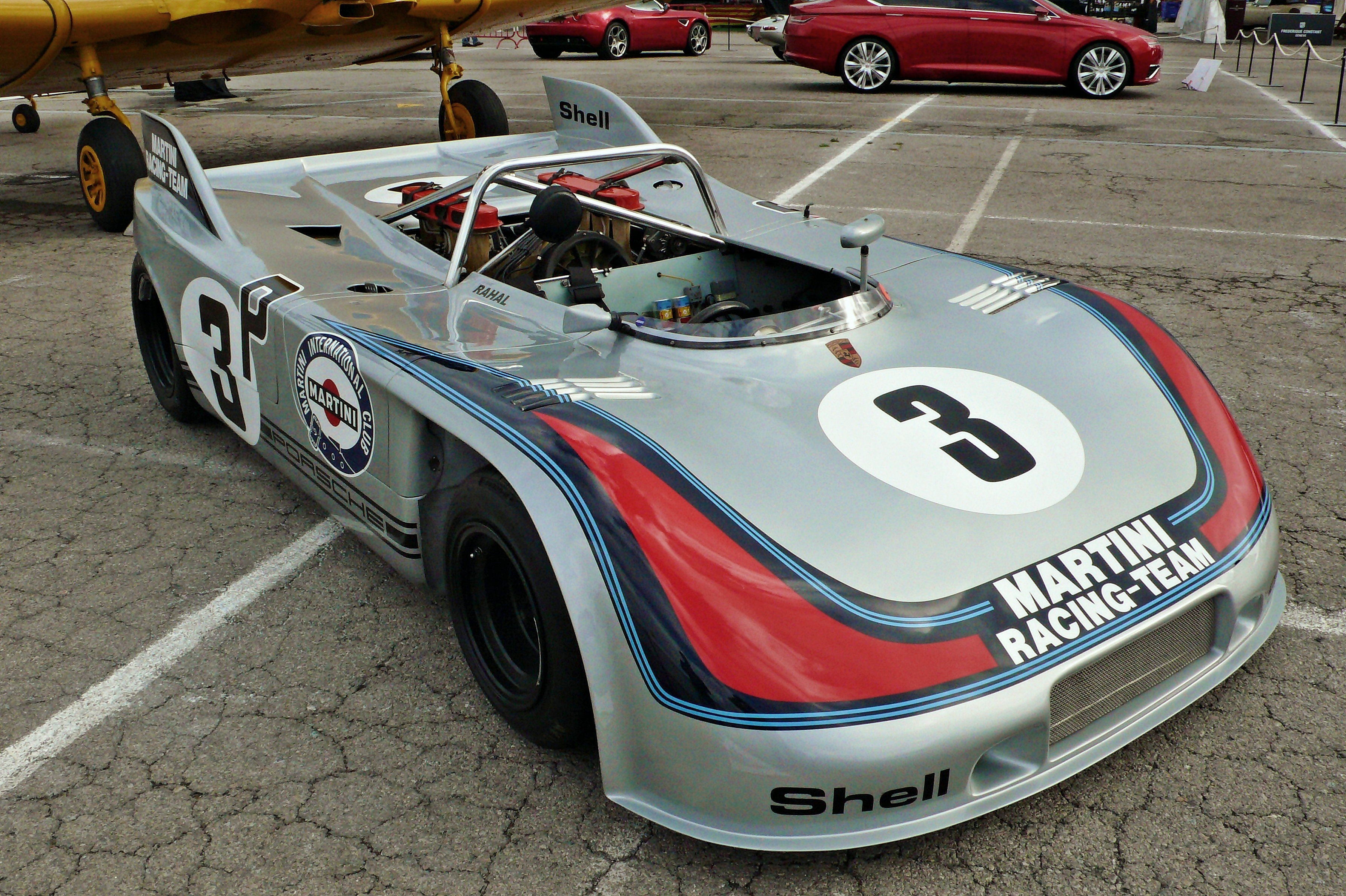
Una Porsche 908/3 in livrea Martini Racing su base argento (1970)
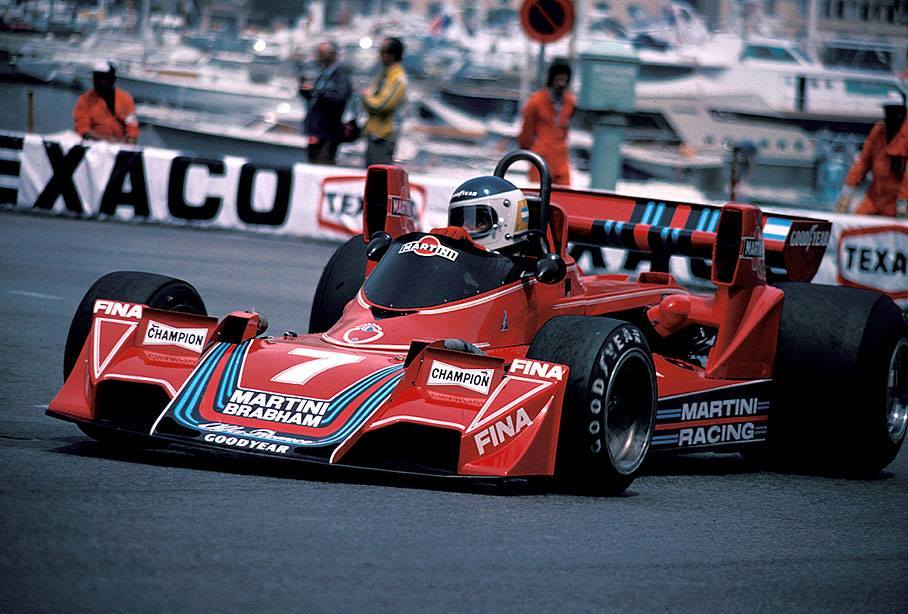
La Brabham BT45 di Carlos Reutemann in livrea Martini Racing su base rossa (1976)
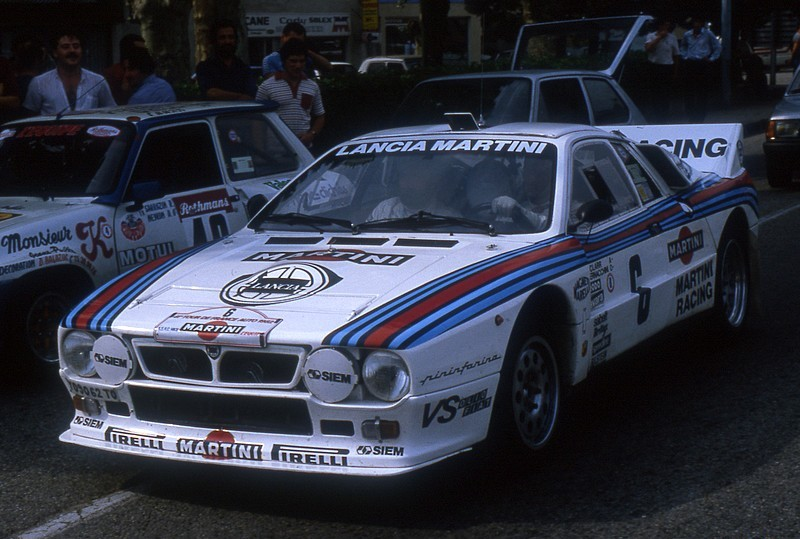
Una Lancia Rally 037 nella classica livrea Martini Racing su base bianco perla (1982)
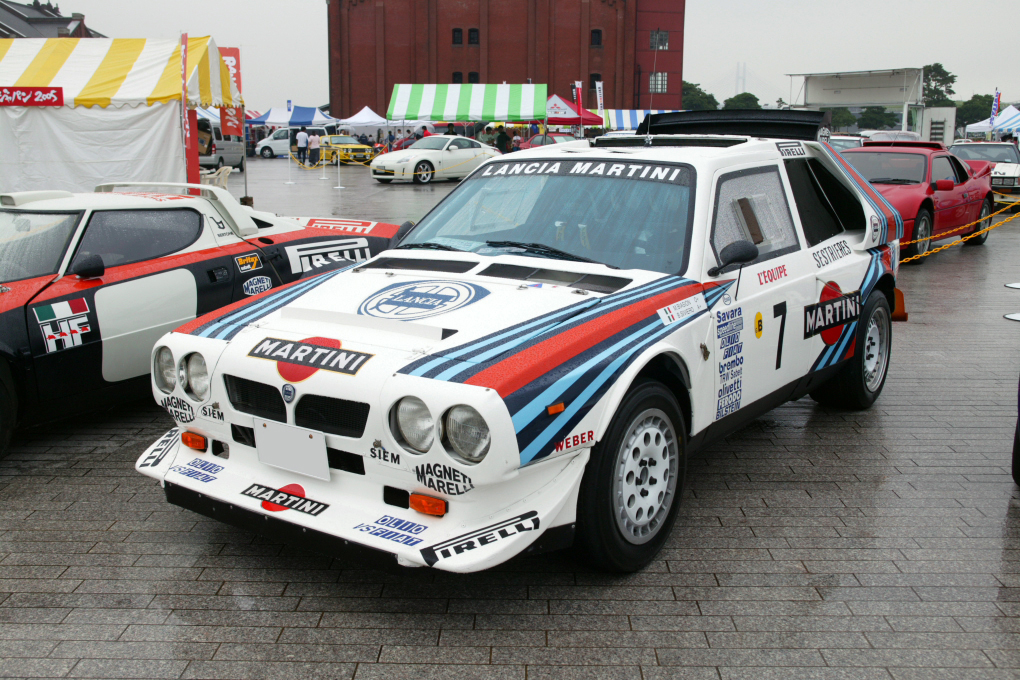
Una Lancia Delta S4 (1985)
La Delta HF Integrale 16v di Miki Biasion in livrea Martini Racing su base rosso corsa (1989)
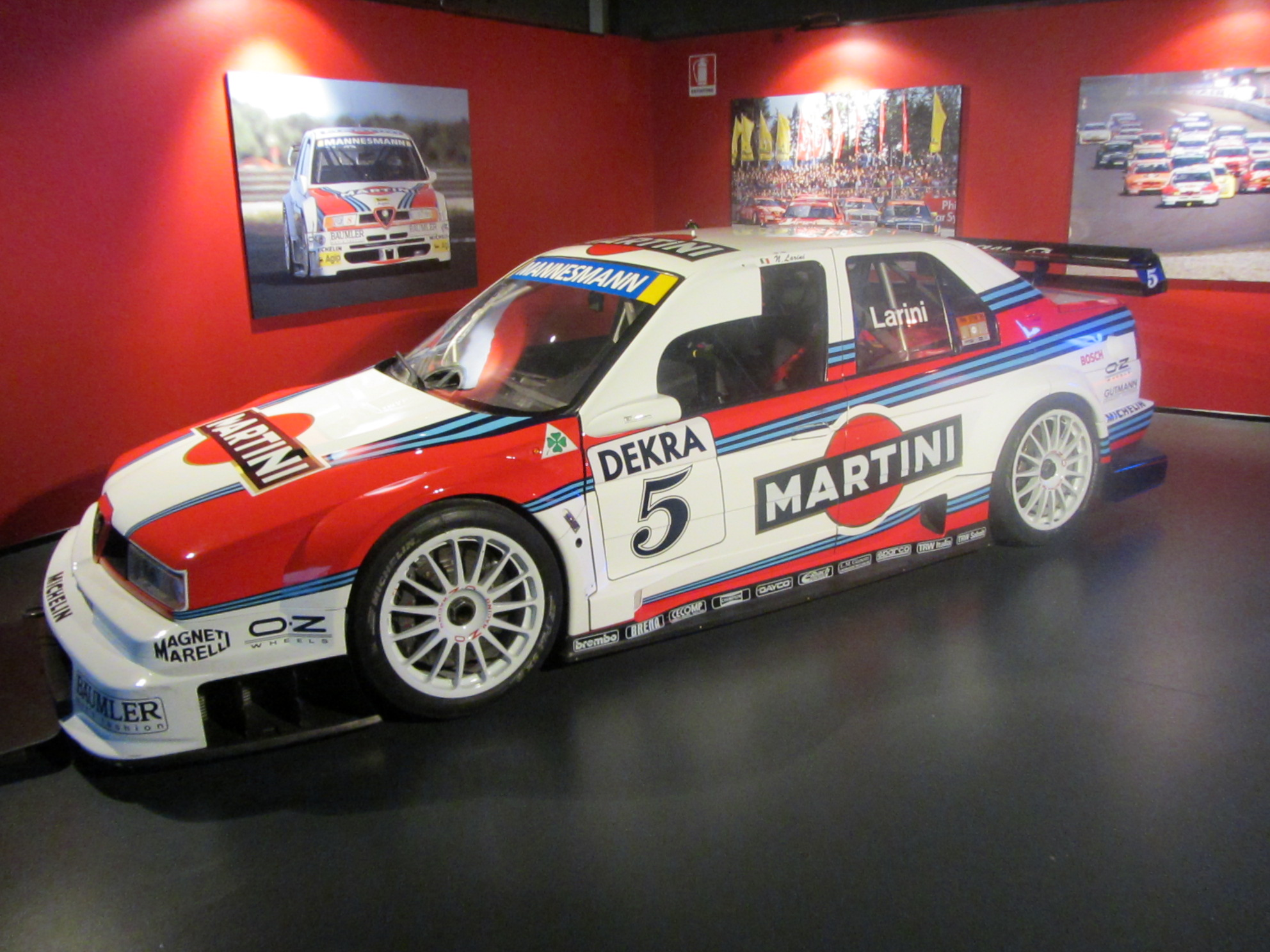
L'Alfa Romeo 155 V6 TI di Nicola Larini (1996)
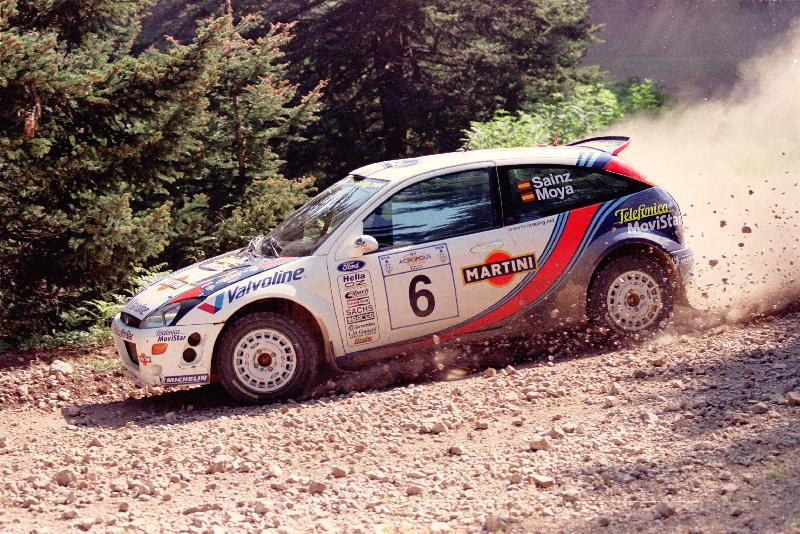
La Ford Focus WRC di Carlos Sainz (2000)
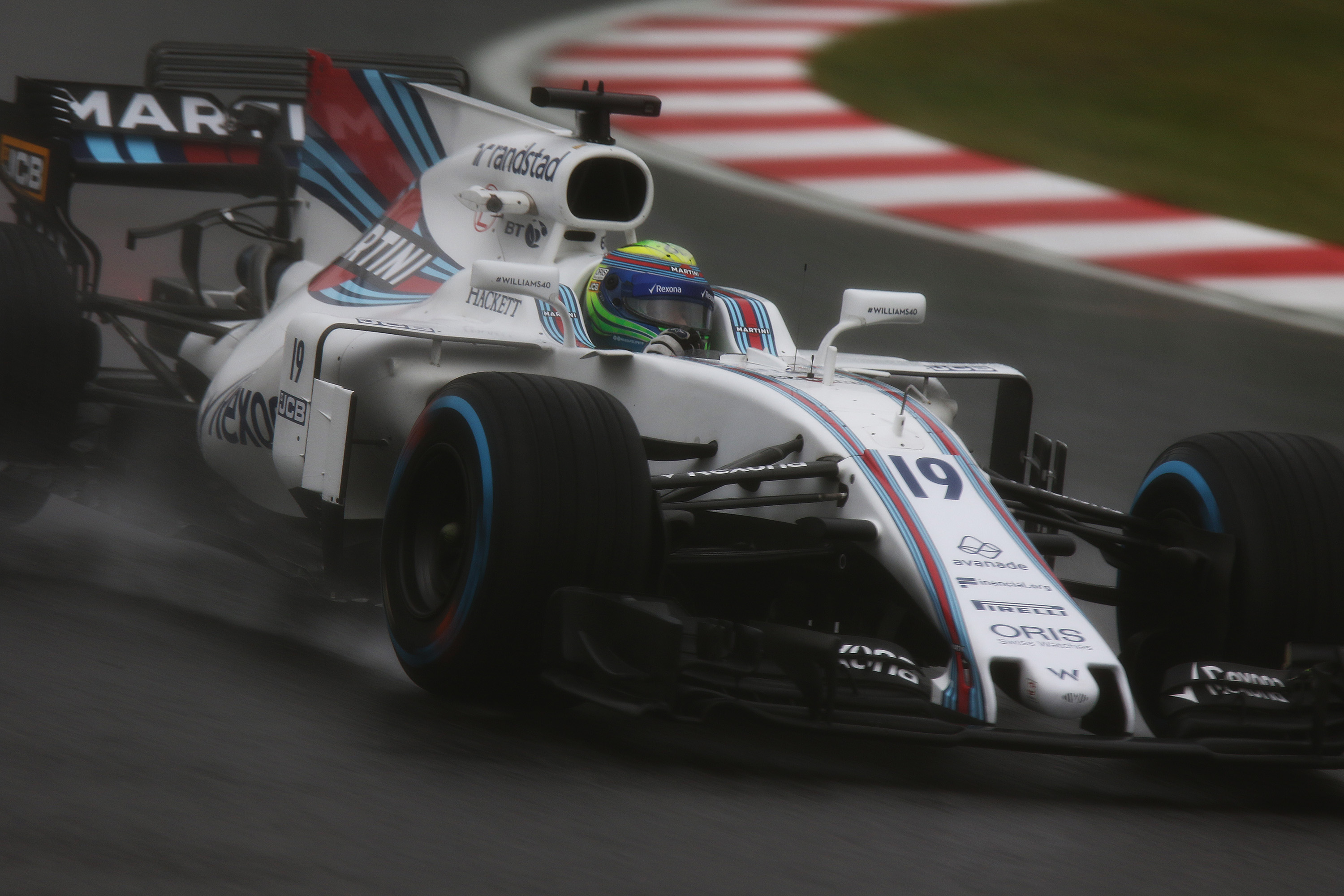
La Williams FW40 di Felipe Massa (2017)